# Moenkhausia grandisquamis
Moenkhausia grandisquamis és una espècie de peix de la família dels caràcids i de l'ordre dels caraciformes.

## Morfologia
- Els mascles poden assolir 10 cm de llargària total.[5]

## Hàbitat
Viu a àrees de clima tropical entre 21 °C - 25 °C de temperatura.

## Distribució geogràfica
Es troba a Sud-amèrica: les Guaianes i conca del riu Amazones.

## Costums
És una espècie gregària que neda constantment a prop de la superfície de l'aigua i, de vegades, en companyia de Bryconops melanurus.

## Observacions
Escapa dels seus depredadors realitzant salts espectaculars fora de l'aigua.